# Fred Marhenke
Alfred „Fred” Marhenke (ur. 19 kwietnia 1950 w Schallenburgu) – niemiecki judoka. Olimpijczyk z Montrealu 1976, gdzie zajął piąte miejsce wadze średniej.
Siódmy na mistrzostwach świata w 1975; uczestnik zawodów w 1971. Zdobył trzy medale na mistrzostwach Europy w latach 1973 - 1977.

## Letnie Igrzyska Olimpijskie 1976
| Konkurencja | Rundy eliminacyjne          | Rundy eliminacyjne      | Rundy eliminacyjne     | Finały               | Finały                  | Klas. końcowa |
| Konkurencja | 1/32                        | 1/16                    | 1/4                    | Półfinał             | O 3. miejsce            | Miejsce       |
| ----------- | --------------------------- | ----------------------- | ---------------------- | -------------------- | ----------------------- | ------------- |
| 80 kg       | Gandolgoryn Batsüch (MGL) Z | Jean-Paul Coche (FRA) Z | Jurek Jatowitt (AUT) Z | Isamu Sonoda (JPN) p | Park Young-chul (KOR) p | 5.            |